# ماتي بلتولا
ماتي بلتولا هو لاعب كرة قدم فنلندي في مركز الدفاع، ولد في 3 يوليو 2002 في إسبو في فنلندا.

## وصلات خارجية
- ماتي بلتولا على موقع الدوري الأمريكي (الإنجليزية)
- ماتي بلتولا على موقع قاعدة بيانات كرة القدم.إي يو (الإنجليزية)
- ماتي بلتولا على موقع ناشيونال فوتبول تيمز (الإنجليزية)
- ماتي بلتولا على موقع Soccerway.com (الإنجليزية)
- ماتي بلتولا على موقع عالم كرة القدم.نت (الإنجليزية)